# Randy Fine
Randall Adam "Randy" Fine, född 20 april 1974 i Tucson i Arizona, är en amerikansk affärsman och politiker (republikan). Han är ledamot av USA:s representanthus sedan 2025 och han har varit verksam som affärsman inom casinobranschen.
Fine avlade 1996 kandidatexamen vid Harvard och 1998 MBA-examen vid Harvard Business School. Han var ledamot av Floridas representanthus 2016–2024 och ledamot av Floridas senat 2024–2025.